# Vlieghoogte
Vlieghoogte (flight altitude) is in tegenstelling tot vliegniveau (flight level) een continue aanduiding van de verticale afstand van een vliegtuig en zeeniveau (ook boven land). Deze hoogte wordt doorgaans uitgedrukt in voet.
Als men weet hoe hoog het terrein boven de zeespiegel ligt, dan kan men de terreinklaring (terrain clearance) of afstand tot de hoogste top op de grond bepalen door de vlieghoogte te verminderen met de terreinhoogte.
Er zijn ook standaard vlieghoogten door ICAO bepaald met telkens duizend voet verschil, uitgedrukt in eenheden van honderd voet. Zo betekent A010 een hoogte van duizend voet, en A050 is vijfduizend voet boven de zeespiegel. Dit systeem wordt vooral in het lagere luchtruim gebruikt. Hogerop gebruikt men doorgaans vliegniveau.